# リーガ・ナシオナル・ヂ・フットサル
リーガ・ナシオナル・ヂ・フットサル（Liga Nacional de Futsal、LNF）は、ブラジルのフットサルリーグ。ブラジルサッカー連盟（CBFS）によって運営されている。全国リーグとして1996年に設立された。

## 歴史
サッカーと同様に、ブラジルにおけるフットサルは州別の選手権が最も権威ある大会だった。1996年には全国リーグとしてリーガ・ナシオナルが設立され、1996年4月27日に第1回大会が開幕した。

## 歴代大会優勝クラブ
- 1996 SCインテルナシオナル
- 1997 アトレチコ・ミネイロ
- 1998 カノアスSC
- 1999 アトレチコ・ミネイロ
- 2000 CRヴァスコ・ダ・ガマ
- 2001 カルロス・バルボーザ
- 2002 カノアスSC
- 2003 カノアスSC
- 2004 カルロス・バルボーザ
- 2005 ADジャラグア
- 2006 カルロス・バルボーザ
- 2007 ADジャラグア
- 2008 ADジャラグア
- 2009 カルロス・バルボーザ

- 2010 ADジャラグア
- 2011 サントスFC
- 2012 ADCインテリ
- 2013 ADCインテリ
- 2014 マグヌス・フットサル（英語版）
- 2015 カルロス・バルボーザ
- 2016 SCコリンチャンス
- 2017 ジョインヴィレ・フットサル（英語版）
- 2018 パト・フットサル（英語版）
- 2019 パト・フットサル（英語版）
- 2020 マグヌス・フットサル（英語版）
- 2021 カスカヴェウFC（英語版）

## クラブ別優勝回数
| クラブ                     | 優勝 | 準優勝 | 優勝年                       | 準優勝年         |
| -------------------------- | ---- | ------ | ---------------------------- | ---------------- |
| カルロス・バルボーザ       | 5    | 3      | 2001, 2004, 2006, 2009, 2015 | 1998, 2003, 2011 |
| ADジャラグア               | 4    | 2      | 2005, 2007, 2008, 2010       | 2006, 2009       |
| カノアスSC                 | 3    | 3      | 1998, 2002, 2003             | 2001, 2004, 2008 |
| ソロカバ・フットサル       | 2    | 2      | 2014, 2020                   | 2016, 2019       |
| ADCインテリ                | 2    | 2      | 2012, 2013                   | 2014, 2015       |
| アトレチコ・ミネイロ       | 2    | 1      | 1997, 1999                   | 2000             |
| パト・フットサル           | 2    | 0      | 2018, 2019                   | なし             |
| ジョインヴィレ・フットサル | 1    | 2      | 2017                         | 2007, 2012       |
| SCコリンチャンス           | 1    | 1      | 2016                         | 2020             |
| SCインテルナシオナル       | 1    | 0      | 1996                         | なし             |
| CRヴァスコ・ダ・ガマ       | 1    | 0      | 2000                         | なし             |
| サントスFC                 | 1    | 0      | 2011                         | なし             |
| カスカヴェウFC             | 1    | 0      | 2021                         | なし             |